# ニカイア
ニカイア（Νίκαια）は、古典ギリシア語で「ニケ（勝利）の街」を意味する都市名である。中世ギリシア語・現代ギリシア語・ラテン語ではニケアで、ニカエア、ニケーアと書かれることもある。ヘレニズム世界の各地に同名の町が複数あり、フランスのニースの古名もニカイア（ニカエア）である。
史上もっとも有名なニカイアは、小アジアのビテュニアのヘレニズム都市である。ビテュニアのニカイアは、現在のトルコの都市、イズニクにあたり、初期キリスト教の教義確立に大きな影響を与えた、二つの公会議（325年および785年）の開催地、東ローマ帝国の亡命政権ニカイア帝国の首都として知られる。

## ビテュニアのニカイア

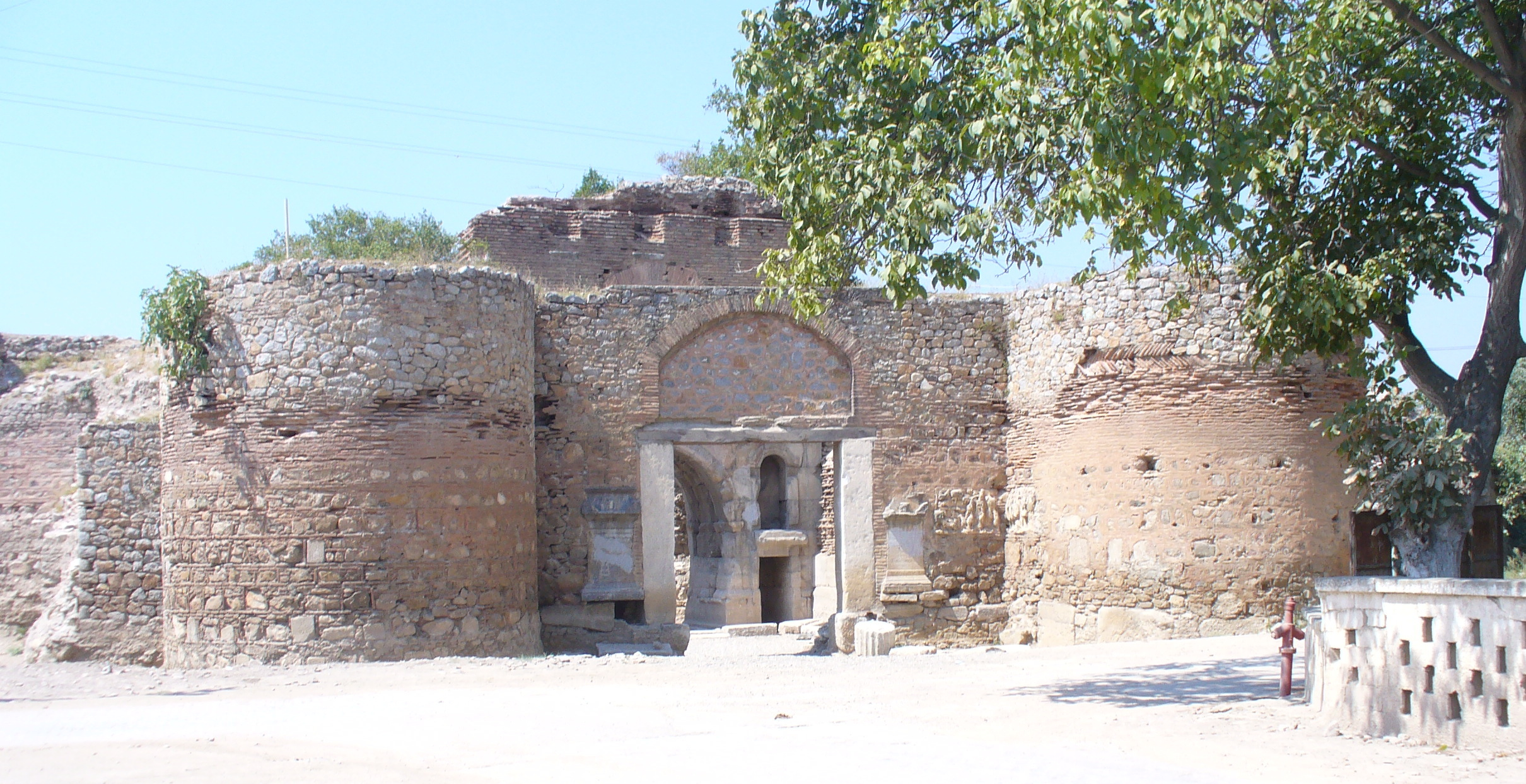
ニカイアの城壁

ビテュニアのニカイアはアスカリオン湖（現イズニク湖）に面し、紀元前310年頃、古代マケドニアアレクサンドロス3世の死後、小アジアを支配したアンティゴノスによって建設された。当初の名をアンティゴネアという。後継者戦争でアンティゴノスが敗れると、街はテッサリアの将軍リュシマコスのものとなり、リュシマコスは妻の名にちなんでニカイアと街の名を改めた。
ヘレニズム時代のニカイアからは天文学者ヒッパルコスおよび数学者・天文学者スポルスが出た。
ニカイアはガラティアとプリュギアへの街道が交叉する場所に位置し、交易が盛んに行われた。ローマ帝国時代にはさほど軍事的に重要視されなかったが、近隣のビュザンティオンがローマ帝国の首都と定められるにおよび、改名した新首都コンスタンティノープルの南に位置する防衛拠点として強化された。当時の城壁などは現在も一部残っているが、4世紀はじめにあった数度の地震により、かなりの部分がいったんは廃墟となった。

## ニカイア公会議
325年、ローマ帝国皇帝コンスタンティヌス1世により、当時キリスト教会内で紛争の的となっていたさまざまな教義についての対立を討議する会議を開く場所として選ばれた。ローマ帝国領内、つまり当時キリスト教会が広がっていたすべての範囲から聖職者と主な信徒が招かれた。これがはじめての世界公会議（エキュメニカル公会議）である第1ニカイア公会議である。出席人数には諸説あるが、数百人を超える出席者が参会した。ほとんどの参加者は東方教会に属し、西方教会からはローマ教皇の使節が参加した。会議の結果、キリスト養子論を唱えるアリウス派が異端とされ、アレクサンドリア司教アレクサンドロスと彼の輩下で当時助祭のアタナシオスの主張する父なる神と子なるキリストを同一本質とする教理が全会一致で教会の公認の教理と宣言された。このとき採択された信仰箇条がニカイア信経である。また復活祭の日付の計算法が春分のあとの満月の次の日曜日と定まり、これは現在も受け継がれている。禁教下でひとたび離教を表明した者の復帰も議題となり、これは悔い改めたものには復帰を許すことが教義として定められた。
第2ニカイア公会議は785年に東ローマ帝国の摂政エイレーネーによって召集された。東方教会で激しい論争になっていた聖像使用の問題がとりあげられ、聖像破壊論者が異端と宣告された。

## セルジューク朝

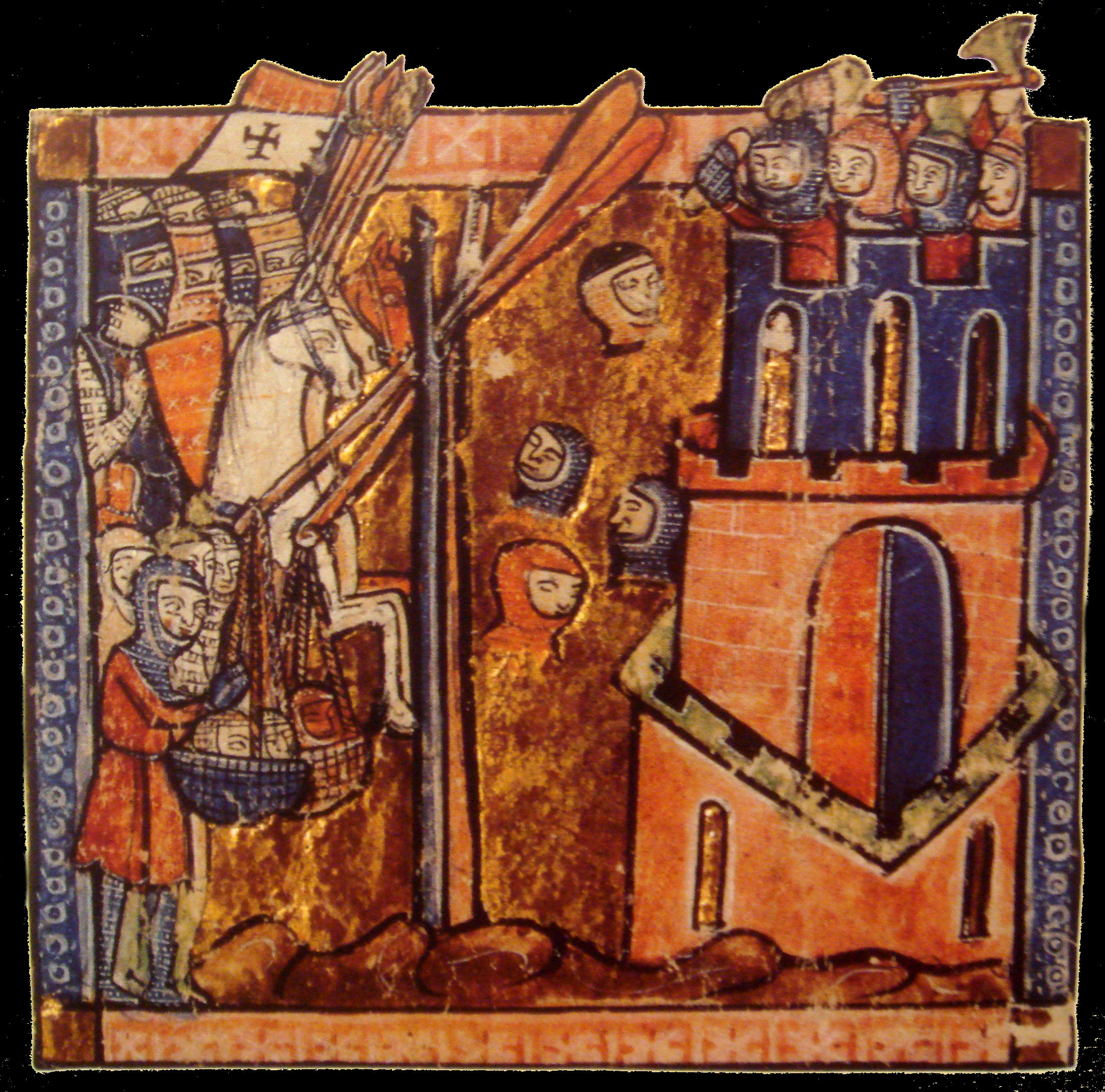
ニカイア攻囲戦

ニカイアは長らく東ローマ帝国の都市として繁栄したが、トルコ人のイスラム王朝であるセルジューク朝が西アジアに興ると、1077年これに奪取された。数度の奪回戦ののち、1078年にはセルジューク朝の一派ルーム・セルジューク朝の手に帰し、その首都とされた。1095年、第1回十字軍は東ローマ帝国の要請をうけ、1097年に東ローマ帝国の軍隊と共同でニカイア城の包囲戦を行いニカイアを回復（ニカイア攻囲戦）、ルーム・セルジューク朝は小アジア内陸部の都市イコニオン（現コンヤ）に首都を移した。

## 十字軍とニカイア帝国
1204年、第4回十字軍がコンスタンティノープルを陥落させると、東ローマ帝国の残存勢力の一派を率いるラスカリス家がニカイアに拠った。これを史上、ニカイア帝国と呼ぶ。東ローマ帝国の残存勢力はエピロス専制侯国・トレビゾンド帝国などもあったが、テオドロス1世ラスカリスによるニカイアのものがもっとも強力であった。1259年になるとニカイア帝国のミカエル8世パレオロゴスはコンスタンティノープルを回復し、東ローマ帝国を再建した。
ニカイア帝国がコンスタンティノープルに去った後、ニカイアは再び東ローマの首都近郊の地方都市となったが、1331年になってトルコ人のオスマン帝国によって奪われ、イスラム教徒の手に移った。トルコ人はこの町の名前をなまらせてイズニクと呼ぶようになる。

## 近代
1453年のコンスタンティノープルの陥落後はニカイアの政治的重要性は減少したが、17世紀まで、この町は小アジア地方における窯業の中心地であった。しかし、18世紀以降陶器生産の中心は南のキュタヒヤに移り衰退。鉄道路線がこの地域を迂回した後は、経済的な重要性を減じて地方の小都市となり、現在に至っている。現在のイズニクの人口は18,000人程度である。